# 埃珀尔博恩
埃珀尔博恩（德語：Eppelborn，發音：[ˈɛpl̩bɔʁn]）是德国萨尔兰州诺因基兴县的市镇，面积47.25平方千米，2023年12月31日人口为16,507人。